# La Muela (Mieres)
La Muela es una entidad de población española del municipio de Mieres, en la comunidad autónoma de Asturias.

## Historia
A mediados del siglo XIX, el caserío ya pertenecía al municipio de Mieres y a la parroquia de Baíña. Aparece descrito en el decimoprimer volumen del Diccionario geográfico-estadístico-histórico de España y sus posesiones de Ultramar de Pascual Madoz de la siguiente manera:

MUELA (la): cas. en la prov. de Oviedo, ayunt. de Mieres y felig. de San Bartolomé de Baiña. (V.)
(Madoz, 1848, p. 671)

En 2022, la entidad singular de población de La Muela tenía empadronados 3 habitantes.